# Dikraneura fragilis
Dikraneura fragilis är en insektsart som beskrevs av Irena Dworakowska 1993. Dikraneura fragilis ingår i släktet Dikraneura och familjen dvärgstritar. Inga underarter finns listade i Catalogue of Life.